# Côtes-de-thongue
Le côtes-de-thongue  est un vin français d'indication géographique protégée (le nouveau nom des vins de pays) de zone du vignoble du Languedoc-Roussillon, produit sur une partie du département de l'Hérault, sur 23 communes situées dans le bassin versant de la rivière de la Thongue. Les vins produits sur le territoire de la dénomination peuvent être blancs, rosés ou rouges.

## Histoire
L’histoire du vignoble des Côtes de Thongue est semblable à celle de l’ensemble du vignoble du Languedoc.

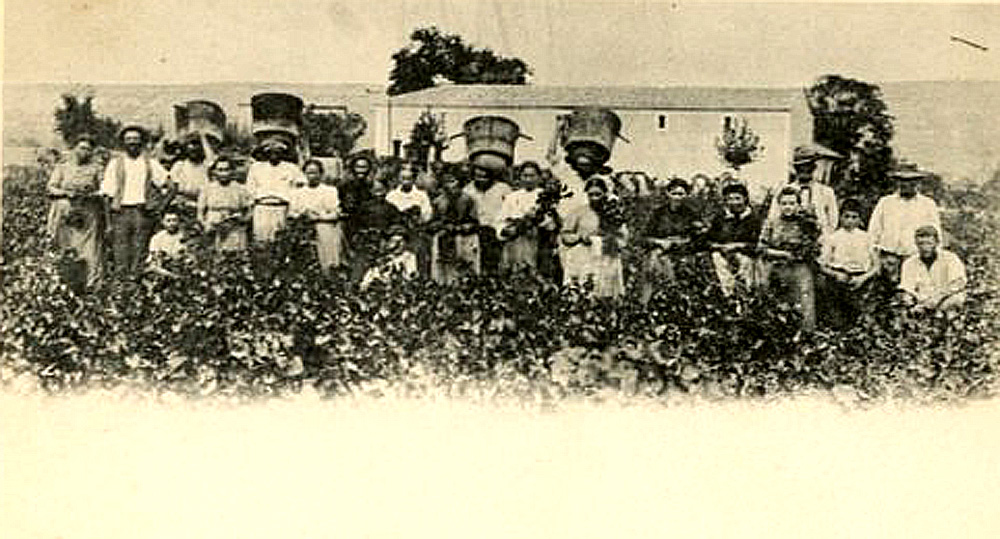
Vendanges dans l'Hérault à la fin du XIXe siècle

La culture de la vigne a connu un développement important au XIXe siècle. Elle est à l’origine orientée vers les eaux-de-vie, mais se tourne vers la production de vins de grande consommation à partir de 1850. Le vignoble subit la succession de crises de l'oïdium à partir de 1850, du phylloxéra en 1863 et, à la fin du XIXe siècle, du mildiou. Les vignerons de Côtes de Thongue participeront à la grande révolte de 1907, et seront à partir des années 1950 comme l’ensemble des vignerons de la région victimes de la surproduction et de la concurrence des vins provenant d’Algérie puis d’Italie.
Engagés à partir de la fin des années 1970 dans une démarche d’amélioration de la qualité, les vignerons des Côtes de Thongue accèdent à la reconnaissance par l’attribution du label « vin de pays » par le décret du 5 avril 1982 définissant les conditions de production du vin de pays des côtes de Thongue.

## Géographie

### Orographie
Le paysage de la zone d’indication géographique protégée est la conséquence de son organisation autour de la Thongue. Il est très ouvert, avec un relief caractérisé par des puechs ne dépassant pas 100 mètres d’altitude.

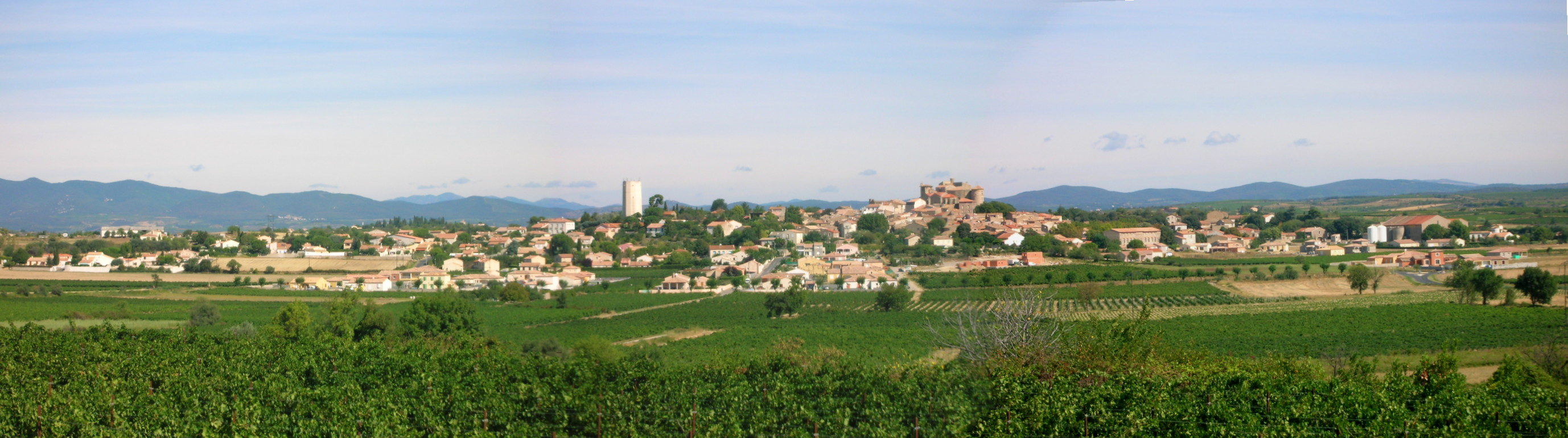
Les vignes des Côtes de Thongue à Puissalicon.

### Géologie
Les formations géologiques dominantes formant le terroir des Côtes de Thongue sont des marnes sableuses et graveleuses au nord et à l’est de la zone, des argiles dans la partie centrale et des terrasses caillouteuses d’époque villafranchienne dans la partie la plus au sud.

### Climat
Le climat du terroir est méditerranéen. Il se caractérise par des hivers doux, des étés chauds et secs et des précipitations rares et concentrées sur la période hivernale. Les vents dominants sont la tramontane, vent sec et froid qui chasse les nuages, et le marin, vent humide qui au contraire amène les nuages. Il peut parfois être très violent.
La pluviométrie est inférieure à 600 mm en moyenne sur l’année.

## Vignoble

### Présentation

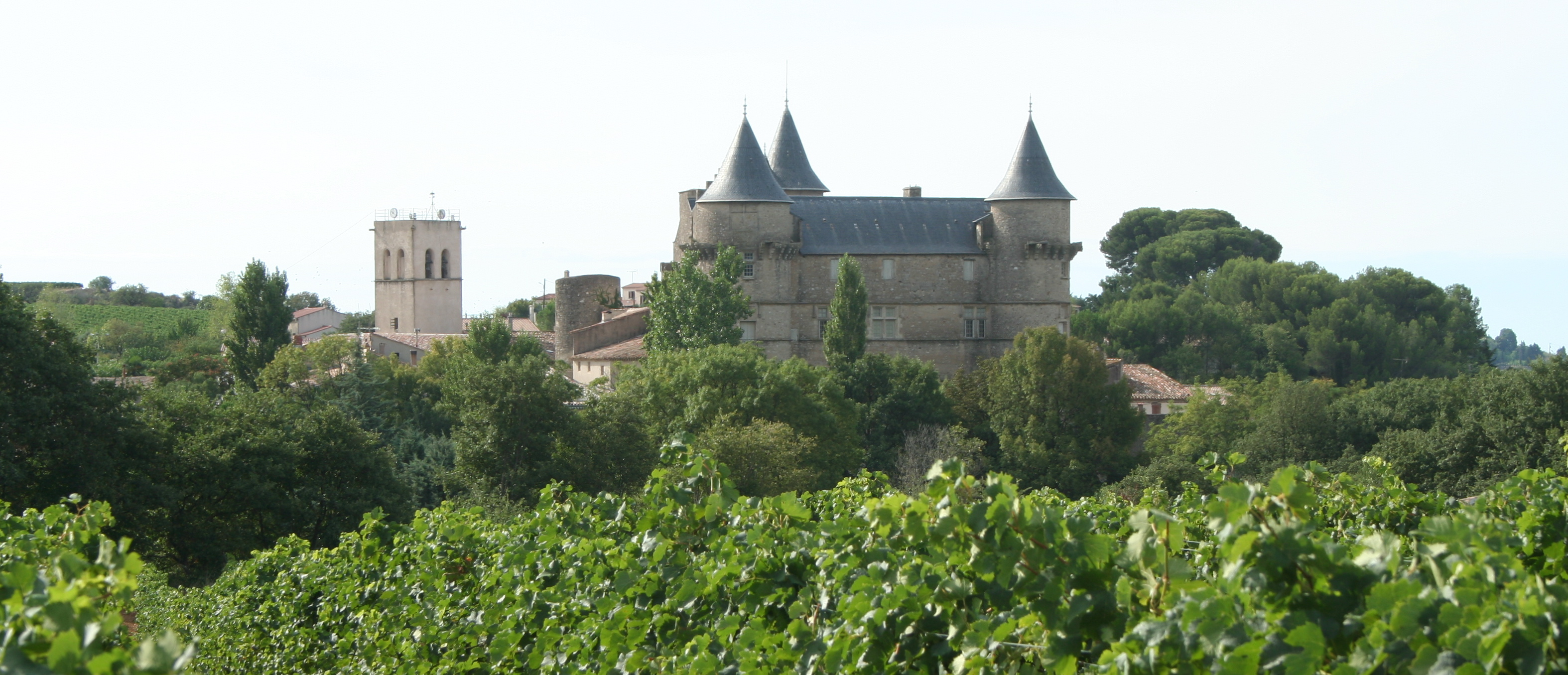
Le château de Margon dominant le vignoble.

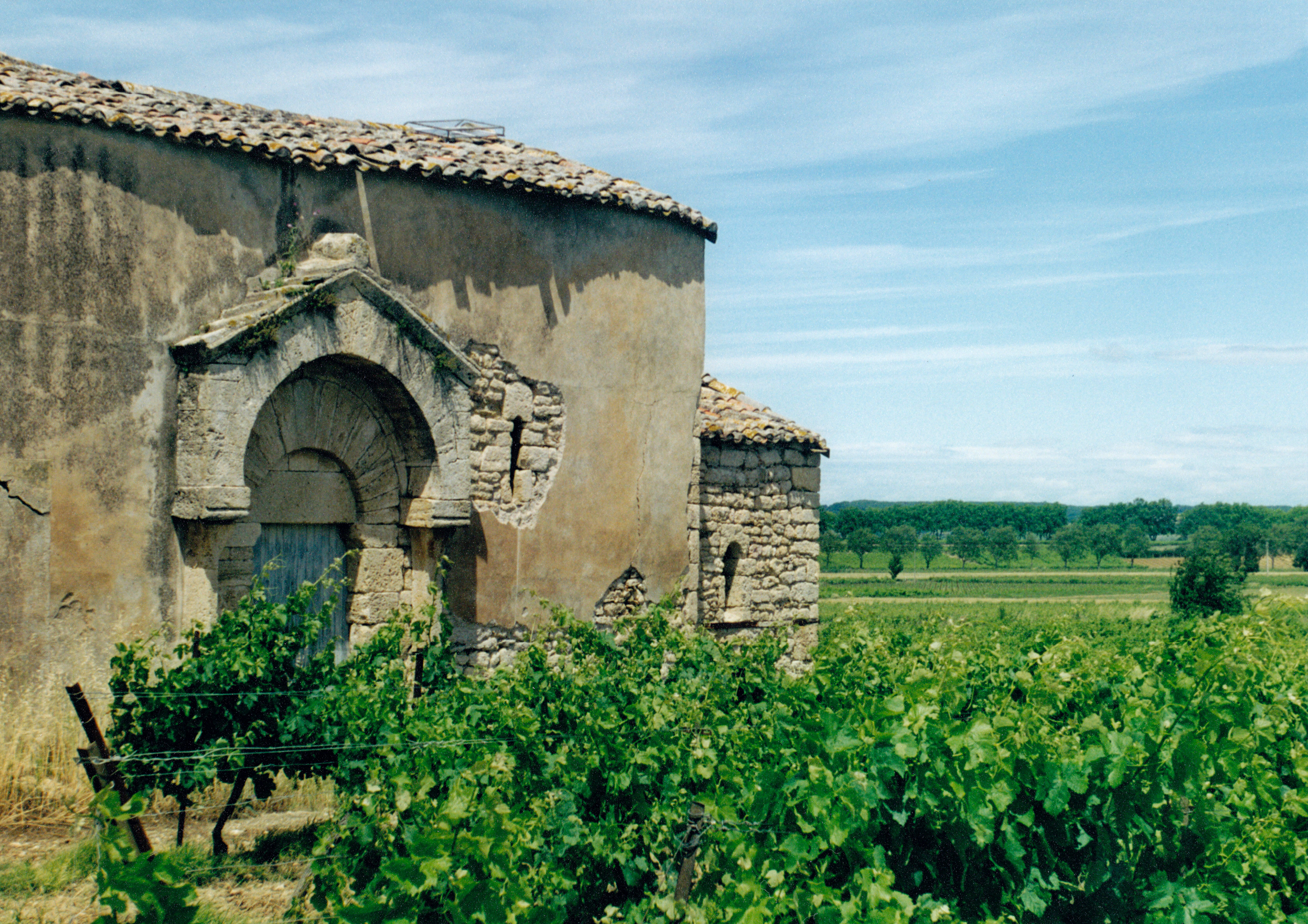
Le vignoble au pied de la chapelle pré-romane de Saint-Nazaire-de-Roujan.

Le territoire de la dénomination comportait à l’origine quatorze communes. Il a été étendu à neuf communes supplémentaires à l’occasion d’une nouvelle homologation du cahier des charges en novembre 2011.
Pour avoir droit à la dénomination vin de pays des Côtes de Thongue, les vins doivent donc être issus de vignobles situés sur le territoire des 23 communes suivantes :

| - Abeilhan - Alignan-du-Vent - Autignac - Coulobres - Espondeilhan - Fouzilhon - Gabian - Magalas - Margon - Montblanc - Montesquieu - Neffiès | - Nézignan-l'Evêque - Pouzolles - Puimisson - Puissalicon - Roujan - Saint-Geniès-de-Fontedit - Saint-Thibéry - Servian - Tourbes - Vailhan - Valros |

### Encépagement
Le cahier des charges de l’indication géographique protégée autorise la production à partir de 119 cépages. Toutefois, les cépages les plus couramment utilisés sont le grenache, le merlot, la syrah, le mourvèdre, le pinot, le cinsault, le carignan et le cabernet franc pour les rouges et les rosés, et le chardonnay, le sauvignon blanc, les muscats, le viognier et le vermentino pour les blancs.

### Vinification et élevage
Le cahier des charges, depuis sa modification de novembre 2001, autorise la vinification sous la forme de vins tranquilles, vins mousseux de qualité et vins de raisins surmûris.

### Structure des exploitations
En 2013, au moment de la dernière modification du cahier des charges de l’indication géographique protégée, le vignoble comportait cinq caves coopératives et 50 caves particulières.

## Sources